# County Londonderry
Londonderry (irisch Doire) ist eine der sechs historischen Grafschaften Nordirlands. Von Bewohnern und Medien der Republik Irland und katholischen Nordiren wird der Name Derry verwendet.

## Geografie
Die Grafschaft (county) liegt zwischen Lough Foyle, Lough Neagh und dem Fluss Bann. Sie umfasst ein fruchtbares Flachland, das teilweise aus Basalt, teilweise aus Kalksteinen aufgebaut und zum Großteil mit eiszeitlichen Ablagerungen bedeckt ist. Im Westen liegt das Bergland der Sperrin Mountains.

## Geschichte
Im Mittelalter gehörte das Gebiet zum Königreich Ulster, später zu Aileach bzw. Tyrone. Im Rahmen der Plantation erhielt die City of London Corporation das Gebiet und begann damit, englische Protestanten anzusiedeln. 1613 wurde ein neuer County aus dem bisherigen County Coleraine und Teilen der Counties Tyrone, Antrim und Donegal gebildet, der seinen Sitz in der gleichzeitig offiziell in Londonderry umbenannten Stadt Derry erhielt. 1899 wurde die namensgebende Stadt aus dem County Londonderry herausgelöst und der Sitz nach Coleraine verlegt, seit 1972 werden in Nordirland die Counties nicht mehr als administrative Einheit genutzt.

## Wirtschaft
Die Industrie konzentriert sich auf die Städte Londonderry und Coleraine. Hier gibt es Leinenindustrie, Schiffbau und chemische Industrie. In der Landwirtschaft herrschen Schafzucht und Anbau von Hafer und Kartoffeln vor. An der Küste gibt es einige wichtige Fischereihäfen, außerdem das Seebad Portstewart.

## Städte
- Londonderry („Derry“)
- Coleraine
- Claudy
- Dungiven
- Kilrea
- Limavady
- Maghera
- Magherafelt

## Sehenswürdigkeiten
- Ballybriest Double-Court Tomb
- Ballygroll, Steinkreise etc.
- Boviel
- Caulhame Souterrain
- Dunglady, Rath
- Kilhoyle Cashel
- Knockoneill, Court Tomb
- Montrudel Fort
- Mussenden-Tempel
- Tamnyrankin, Court Tomb
- Tirnony Dolmen Portal Tomb

## Persönlichkeiten
- Seamus Heaney (1939–2013), irischer Schriftsteller, Literatur-Nobelpreisträger 1995
- Jennifer Johnston (1930–2025), irische Schriftstellerin